# Corbara (Włochy)
Corbara – miejscowość i gmina we Włoszech, w regionie Kampania, w prowincji Salerno.
Według danych na rok 2004 gminę zamieszkiwało 2455 osób, 409,2 os./km².